# 응구니에주

응구니에 주

응구니에주(프랑스어: Ngounié)는 가봉의 주로 주도는 무일라이며 면적은 37,750km2, 인구는 101,415명(2010년 기준)이다. 남동쪽으로는 콩고 공화국과 국경을 접하며 남쪽으로는 냥가 주, 서쪽으로는 오고웨마리팀 주, 북쪽으로는 무아얭오고웨 주, 북동쪽으로는 오고웨이빈도 주, 동쪽으로는 오고웨롤로 주와 접한다. 9개 현을 관할한다.